# جیمی ری نیومن
جیمی ری نیومن (انگلیسی: Jaime Ray Newman؛ زادهٔ ۲ آوریل ۱۹۷۸) یک هنرپیشه اهل ایالات متحده آمریکا است. وی از سال ۲۰۰۰ میلادی تاکنون مشغول فعالیت بوده است.
از فیلم‌ها یا برنامه‌های تلویزیونی که وی در آن نقش داشته است می‌توان به ساقدوش، تارزان، دره خدایان، پوست، سکس و صبحانه و ام‌کی اولترا اشاره کرد.